# نبردناو فرانس
نبردناو فرانس (به انگلیسی: French battleship France) یک کشتی بود که طول آن ۱۶۶ متر (۵۴۴ فوت ۷ اینچ) بود. این کشتی در سال ۱۹۱۲ ساخته شد.